# Filmfront

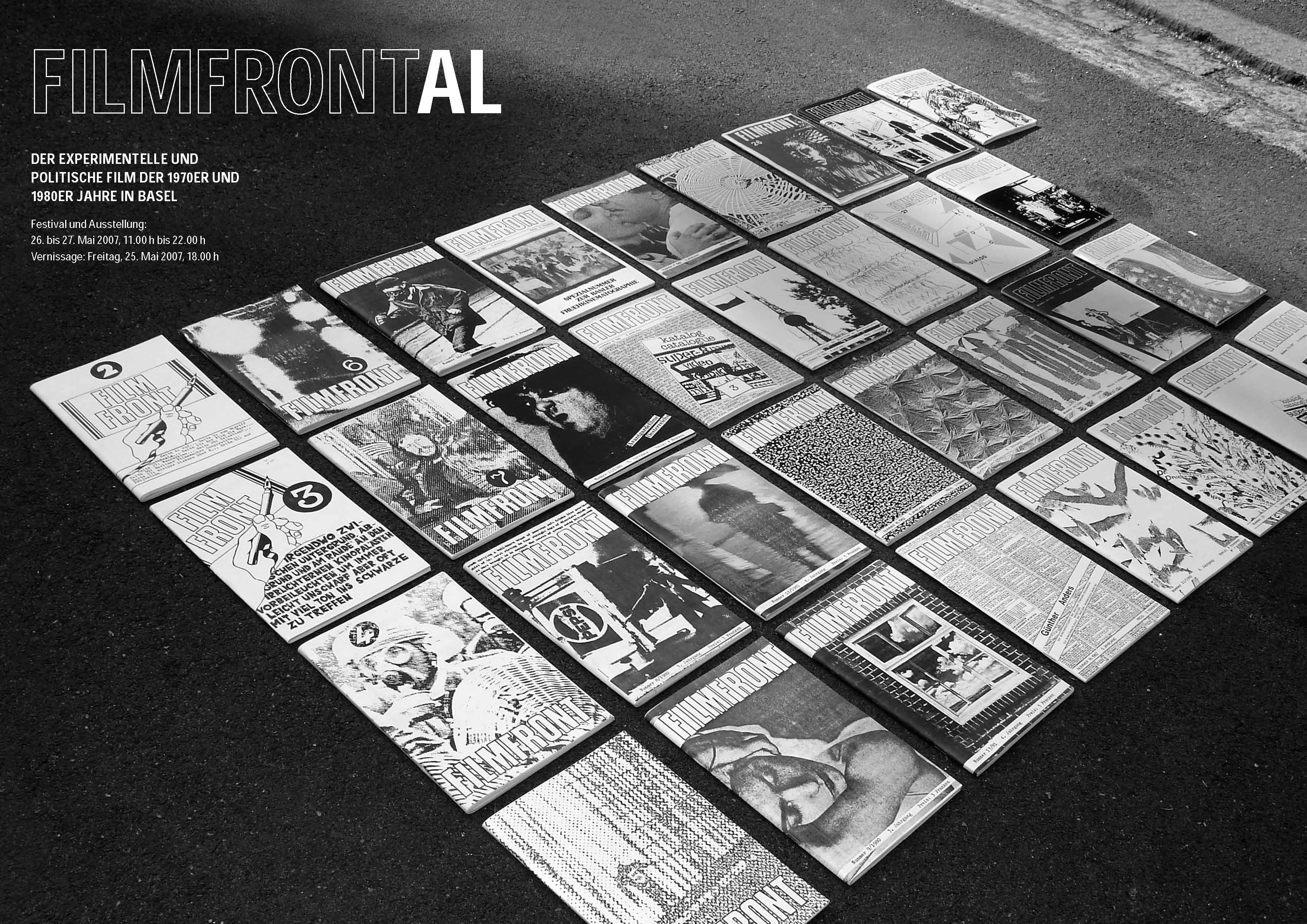
Plakat zur Ausstellung

Die Filmfront war eine Schweizer Filmzeitschrift, erschienen in den Jahren 1978–1988.

## Herausgeber
Das Schweizer Printmedium Filmfront charakterisierte sich als «Zeitschrift, die von den Filmern gemacht wird». Ursprünglich als Organ der «vuf – Vereinigung für den unabhängigen Film» herausgegeben, erschien sie nach Auflösung der Vereinigung «vuf» ab Februar 1981 als selbstständige Vierteljahreszeitschrift.

## Name
Der Name Filmfront wurde von Ernst Blochs Kategorie «Front» inspiriert.

„…das Gewesene überwältigt das Heraufkommende, die Sammlung der Gewohnheiten hindert völlig die Kategorien Zukunft, Front, Novum.“

„…wenn Front den vordersten Abschnitt jener Zeit darstellt, in der es so wie bisher nicht weitergehen kann, und worin der nachfolgende Zustand, im Sprung stehend, auf der Kippe stehend, entschieden wird oder nicht. An unserem Jetztsein aber, es klärend, sein Gesicht aufschlagend, hat die Front sich letzthin zu bewähren.“

## Geschichte
Die Filmfront wurde 1977 von einer Arbeitsgruppe der vuf in Basel gegründet. Die erste Ausgabe erschien im Januar 1978 auf die Solothurner Filmtage hin. Nach zehnjähriger Arbeit wurde 1988 ihr Erscheinen mit der 34. Ausgabe eingestellt. Die Filmfront erschien viermal jährlich in einer verkauften Auflage von zweihundert Exemplaren. Redaktoren und Herausgeber waren Urs Berger und Ruedi Bind.

## Autoren
In der Filmfront erschienen unter anderem Texte und Interviews von und mit Urs Berger, Ruedi Bind, Arc Trionfini, Thomas Hungerbühler, Pius Morger, Marcel Stüssi, Urs Breitenstein, René Burkhardt, Claude Gaçon, Werner Karlin, André Lehmann, Ulrich Meyer, Enzo Schricker, Alexander Kern, Günther Anders, Richard Dindo, Bruno Moll, Martin Schaub, Bruno Jäggy, Peter Weibel, Ernst Schmidt jr., Werner von Mutzenbecher, Hans Hasler, Christian Wappler, Malcolm LeGrice, Videogenossenschaft Basel, Videozentrum Zürich, Super-8 Filmgruppe Zürich, Achtzigerfilm Kollektivgenossenschaft Zürich, Filmgruppe Basel, Quartierfilmgruppe Kleinbasel, Berliner Filmemacher-Cooperative Das Andere Kino, Medienwerkstatt Berlin, Filmwerkschau Berlin, Filmkollektiv Bonn, Einhorn Video- und Veranstaltungsclub Basel, Mediengenossenschaft Container-TV Bern, vuf – Vereinigung für den unabhängigen Film.

## Themen und Schwerpunktausgaben
- Experimentalfilme in Basel (6/1979).
- Ernst Schmidt jr. und  Peter Weibel: Avantgardefilme aus Österreich (11/1980).
- Zur Basler Frühkinematographie (14/1981).
- Ergänzungen des Katalogs des unabhängigen Katalog (15/1981).
- Kritische Anmerkungen zur Situation des Schweizer Films 1981 (16/1982)
- Günther Anders – Der Eremitenhaftigkeit der heutigen (Fernseh-) Konsumenten entspricht die Eremitenhaftigkeit der heutigen (Automations-) Arbeiter. (18/1982).
- Richard Dindo – Das Spiel zwischen Autobiographie, realem Schauplatz und Fiktion. (22/1983).

## «Filmfrontal» als geschichtliche Aufarbeitung
- 2007: Filmfrontal – Der experimentelle und politische Film der 1970er- und 1980er-Jahre in Basel. Ausstellung und Filmfestival in der Kunsthalle Basel.[3]
- 2010: Filmfrontal – Das unabhängige Film- und Videoschaffen der 1970er- und 1980er-Jahre in Basel. Katalogbuch. Urs Berger, Ruedi Bind, Julia Zutavern, Kunsthalle Basel. ISBN 978-3-7245-1657-6.
- 2010: Filmfront – Zeitschrift, Team, Bewegung. DVD. 16 Minuten, Urs Berger, Ruedi Bind, Alex Bruggmann, Lukas Glor. Reinhardt Verlag, Basel 2010, ISBN 978-3-7245-1695-8.
- Filmfrontal – Das unabhängige Film- und Videoschaffen der 1970er- und 1980er-Jahre in Basel. Inklusive Booklet (dt./engl.), 180 Minuten Filmausschnitte von 20 Filmern, Reinhardt Verlag, Basel. ISBN 978-3-7245-1695-8.